# Janvier 1748
Cette page présente les faits marquants du mois de janvier 1748.

## Événements
- 11 janvier : le gouverneur moghol de Lahore, Shahnawaz Khan, est battu sur le Ravi par le roi d’Afghanistan Ahmad shah Abdali, qui a envahi le Pendjab. Lahore est mis à sac[1].